# Natale in crociera
Natale in crociera è un film del 2007, diretto da Neri Parenti.

## Trama
Paolo Cioffa, con l'avvicinarsi del Natale, è pronto a passare le vacanze con la sua amante Magda Venni, liberatosi della moglie Francesca Zanchi e del figlio Federico in procinto di andare a sciare a Cortina. Quando Federico ha un incidente in moto e finisce all'ospedale ingessato dalla testa ai piedi e suo cognato Felice ( fratello della moglie Francesca) tenta il suicidio per essere stato mollato dalla fidanzata Margherita, l'impresa si rivela decisamente più complicata. Magda minaccia pertanto Paolo di lasciarlo se non avesse passato le vacanze con lei. Lo psichiatra di Felice consiglia a Francesca di far partire comunque felice in compagnia di qualcuno per la vacanza ai Caraibi che aveva prenotato con la ex fidanzata Margherita. Paolo, approfittando della fatto che Francesca non riuscisse a trovare un amico disposto ad accompagnare  il cognato depresso per la crociera ai Caraibi, si offre volontario, invitando con lui anche sua amante, all’insaputa ovviamente l’una dell’altro.
Michela Bacci, un'amante degli animali che abita in una casa molto simile ad una foresta insieme ad una cinquantina di animali di tutti i tipi, si scontra con la sua auto, per evitare un cane, contro la cabina telefonica in cui sta telefonando Luigi Coppia, uno scrittore scapolo autore del libro "Single è bello" che riassume la sua filosofia di vita. I due s'incontreranno diverse volte scambiandosi volontariamente o involontariamente danni a vicenda, fino a quando si ritrovano sulla stessa nave in rotta per i Caraibi, essendo entrambi testimoni allo stesso matrimonio. Michela e Luigi devono cercare di sopportarsi a vicenda per alcuni giorni, fino al matrimonio, scappando da alcuni poliziotti ai Caraibi a causa di un malinteso, dopo essersi perduti. Michela e Luigi tuttavia firmano sulla riga degli sposi anziché su quella dei testimoni e perciò si ritrovano per sbaglio sposati; allora, i due cercano di raggiungere il comune con un deltaplano per annullare i documenti già consegnati ma si schiantano e saranno costretti a vivere permanentemente su un'isola deserta.
Durante il viaggio tuttavia, dopo una escursione dove Felice stava per annegare e Magda gli salva la vita, i due fanno amicizia, rendendo ancora più complicato per Paolo dividersi tra l’amante ed il cognato. Addirittura Paolo ha sabotato due volte una cena che Felice e Magda avevano organizzato, Felice dicendo  di essere accompagnato dal cognato, Magda dicendo  di essere accompagnata dal compagno ( che per tutti e due in realtà era ovviamente la stessa persona).
Dopo mille peripezie dove Paolo fa di tutto per nascondere all’amante la presenza del cognato sulla nave e viceversa, Magda e Felice scoprono la verità su Paolo, e così Magda lo lascia. Nel frattempo, arriva sulla nave Francesca, sospettosa dopo aver capito da Felice che Paolo era spesso assente: quest'ultimo, per coprire la propria tresca, dopo che Francesca scopre una fotografia che ritrae Paolo con Magda, gli racconta che quest’ultima era la nuova compagna di Felice; Magda , che intanto aveva deciso di perdonare Paolo, arrivando dietro la porta della cabina e sentendo la conversazione, capisce effettivamente di essere innamorata di Felice, buttandosi tra le sue braccia. A seguito di ciò Paolo cade in depressione. 
Alla fine, un anno dopo,  Magda e Felice si sposano e dovrebbero partire per Copenaghen per una seconda luna di miele. Magda e Francesca però, per aiutare Paolo, suggeriscono a Felice di portare Paolo in vacanza con sé al posto di Magda stessa. I due cognati, convinti che le rispettive mogli siano in vacanza a Pescasseroli, ripartono alla volta dei Caraibi, per divertirsi (si scopre che Paolo aveva solo simulato la depressione e che Felice si era già stufato di Magda). Tuttavia, mentre si apprestano a ballare, si accorgono che le rispettive mogli sono nello stesso posto e stanno ballando con due altri uomini, lasciando i mariti a bocca aperta.

## Produzione
La pellicola, scritta da Alessandro Bencivenni, Domenico Saverni, Fausto Brizzi e Neri Parenti, è stata girata dal 16 agosto a metà ottobre 2007 a Roma, Santo Domingo, Monte Argentario e all'interno della nave da crociera Costa Serena.

## Distribuzione
Il film è uscito nelle sale cinematografiche distribuito da Filmauro il 14 dicembre 2007.

## Accoglienza

### Incassi
Il film ha incassato in totale 23461775 € ed è il 36º film col maggiore incasso in Italia. A dicembre 2008 è stato premiato con il Biglietto d'oro nel corso delle Giornate professionali di Cinema a Sorrento.